# 普季洛維奇
51°5′5″N 28°13′7″E / 51.08472°N 28.21861°E
普季洛維奇（烏克蘭語：Путиловичі）是位於烏克蘭北部日托米爾州裏科羅斯堅區的村莊，處於克列姆涅河畔，始建於1861年，面積2.6平方公里，海拔高度187米，2001年人口886。